# أسماء سيف
أسماء سيف (11 أغسطس 1984 -)، مذيعة كويتية.

## عن حياتها
كان أو ظهور لها في عمل تلفزيوني لها كان في دبي وثم مهرجان مسقط بعام 2005، ثم بعام 2007 في قناة الوطن وذلك عبر برنامج «فوضة ولا موضة» بمشاركة المذيع محمد المساعيد ، واشتهرت بتقديم هذا البرنامج، وبعد إغلاق قناة الوطن بعام 2015 انتقلت إلى تلفزيون الكويت وقدمت خلاله عدة برامج.

### حياتها الأسرية
متزوجة من شخص كويتي ولديها ابنة واحدة

## البرامج الذي قدمتها
- فوضة ولا موضة (قناة الوطن).
- صباح الوطن (قناة الوطن).
- ليالي الوطن (قناة الوطن).
- البيت العود (قناة الوطن).
- عيدية الوطن (قناة الوطن).
- الضحى العود ( تلفزيون الكويت)
- ات نايت ( اذاعة الكويت)
- سوالف حريم ( تلفزيون الوطن)
- احتفالية رفع العلم ساحة الصفاة ( تلفزيون الكويت)
- برنامج فطوم وسحور ( تلفزيون الوطن )
- شاي الضحى ( تلفزيون الكويت )
- ضحاوي رمضان ( تلفزيون الكويت)
- ضحاوي العيد ( تلفزيون الكويت)
- أمة 2020 ( تلفزيون الكويت)
- يا حلو جمعتنا ( تلفزيون الكويت)